# Derrick Favors
Derrick Bernard Favors (Atlanta, 15 luglio 1991) è un cestista statunitense, professionista nella NBA.

## Carriera
È stato selezionato dai New Jersey Nets al primo giro del Draft NBA 2010 (3ª scelta assoluta).

## Statistiche

### College
| Anno      | Squadra               | PG | PT | MP   | TC%  | 3P% | TL%  | RP  | AP  | PRP | SP  | PP   |
| --------- | --------------------- | -- | -- | ---- | ---- | --- | ---- | --- | --- | --- | --- | ---- |
| 2009-2010 | Georgia T. Yel. Jack. | 36 | 35 | 27,5 | 61,1 | 0,0 | 62,9 | 8,4 | 1,0 | 0,9 | 2,1 | 12,4 |
| Carriera  | Carriera              | 36 | 35 | 27,5 | 61,1 | 0,0 | 62,9 | 8,4 | 1,0 | 0,9 | 2,1 | 12,4 |

### NBA

#### Regular Season
| Anno      | Squadra          | PG  | PT  | MP   | TC%  | 3P%  | TL%  | RP  | AP  | PRP | SP  | PP   |
| --------- | ---------------- | --- | --- | ---- | ---- | ---- | ---- | --- | --- | --- | --- | ---- |
| 2010-2011 | N.J. Nets        | 56  | 23  | 19,5 | 51,1 | 0,0  | 61,2 | 5,3 | 0,4 | 0,3 | 0,7 | 6,3  |
| 2010-2011 | Utah Jazz        | 22  | 4   | 20,2 | 52,9 | 0,0  | 56,1 | 5,2 | 0,8 | 0,5 | 1,2 | 8,2  |
| 2011-2012 | Utah Jazz        | 65  | 9   | 21,2 | 49,9 | 0,0  | 64,9 | 6,5 | 0,7 | 0,6 | 1,0 | 8,8  |
| 2012-2013 | Utah Jazz        | 77  | 8   | 23,2 | 48,2 | 0,0  | 68,8 | 7,1 | 1,0 | 0,9 | 1,7 | 9,4  |
| 2013-2014 | Utah Jazz        | 73  | 73  | 30,2 | 52,2 | 0,0  | 66,9 | 8,7 | 1,2 | 1,0 | 1,5 | 13,3 |
| 2014-2015 | Utah Jazz        | 74  | 74  | 30,8 | 52,5 | 16,7 | 66,9 | 8,2 | 1,5 | 0,8 | 1,7 | 16,0 |
| 2015-2016 | Utah Jazz        | 62  | 59  | 32,0 | 51,5 | 0,0  | 70,9 | 8,1 | 1,5 | 1,2 | 1,5 | 16,4 |
| 2016-2017 | Utah Jazz        | 50  | 39  | 23,7 | 48,7 | 30,0 | 61,5 | 6,1 | 1,1 | 0,9 | 0,8 | 9,5  |
| 2017-2018 | Utah Jazz        | 77  | 77  | 28,0 | 56,3 | 22,2 | 65,1 | 7,2 | 1,3 | 0,7 | 1,1 | 12,3 |
| 2018-2019 | Utah Jazz        | 76  | 70  | 23,2 | 58,6 | 21,8 | 67,5 | 7,4 | 1,2 | 0,7 | 1,4 | 11,8 |
| 2019-2020 | N.O. Pelicans    | 51  | 49  | 24,4 | 61,7 | 14,3 | 56,3 | 9,8 | 1,6 | 0,6 | 0,9 | 9,0  |
| 2020-2021 | Utah Jazz        | 68  | 0   | 15,3 | 63,8 | 0,0  | 73,8 | 5,5 | 0,6 | 0,5 | 1,0 | 5,4  |
| 2021-2022 | Oklahoma Thunder | 39  | 18  | 16,7 | 51,6 | 12,5 | 64,0 | 4,7 | 0,6 | 0,4 | 0,3 | 5,3  |
| Carriera  | Carriera         | 790 | 503 | 24,3 | 53,4 | 19,8 | 66,3 | 7,1 | 1,1 | 0,7 | 1,2 | 10,6 |

#### Play-off
| Anno     | Squadra   | PG | PT | MP   | TC%  | 3P%  | TL%  | RP  | AP  | PRP | SP  | PP   |
| -------- | --------- | -- | -- | ---- | ---- | ---- | ---- | --- | --- | --- | --- | ---- |
| 2012     | Utah Jazz | 4  | 1  | 29,0 | 41,7 | 0,0  | 58,6 | 9,5 | 0,5 | 1,3 | 1,5 | 11,8 |
| 2017     | Utah Jazz | 11 | 2  | 20,5 | 58,1 | 0,0  | 47,8 | 5,5 | 0,9 | 0,7 | 0,5 | 7,5  |
| 2018     | Utah Jazz | 11 | 9  | 26,0 | 61,8 | 40,0 | 48,5 | 5,2 | 1,2 | 0,7 | 1,0 | 9,3  |
| 2019     | Utah Jazz | 5  | 2  | 20,6 | 63,9 | 0,0  | 68,4 | 7,4 | 0,8 | 0,8 | 1,8 | 11,8 |
| 2021     | Utah Jazz | 11 | 0  | 13,2 | 69,6 | -    | 55,6 | 4,2 | 0,3 | 0,2 | 0,9 | 3,4  |
| Carriera | Carriera  | 42 | 14 | 20,8 | 58,7 | 25,0 | 54,9 | 5,7 | 0,8 | 0,6 | 1,0 | 7,8  |

## Palmarès
- McDonald's All-American (2009)
- NBA All-Rookie Second Team (2011)